# Municipalità locale di Hessequa
Hessequa è una municipalità locale (in inglese Hessequa Local Municipality) appartenente alla municipalità distrettuale di Eden  della  provincia del Capo Occidentale in Sudafrica. 
In base al censimento del 2001 la sua popolazione è di 44.115 abitanti.
La sede amministrativa e legislativa è la città di Riversdale e il suo territorio si estende su una superficie di 5.733 km² ed è suddiviso in 8 circoscrizioni elettorali (wards). Il suo codice di distretto è WC042.
Questa municipalità locale è anche chiamata Langeberg.

## Geografia fisica

### Confini
La municipalità locale di Hessequa confina a nord con quella di Kannaland e con il District Management Areas WCDMA02, a est con quella di Mossel Bay, a sud con l'Oceano Indiano e a ovest con quella di Swellendam (Overberg).

### Città e comuni
- Albertinia
- Askraal
- Boesmansbos Wilderness
- Dipka
- Droëvlakte
- Garcia State Forest
- Grootvadersbos State Forest
- Gouritsmond
- Groot-Jongensfontein
- Heidelberg
- KwaNokuthula
- Niekerkshek
- Paardeberg State Forest
- Port Beaufort
- Riethuiskraal
- Riversdale
- Slangrivier
- Spioenkop State Forest
- Stillbaai
- Strawberry Hill
- Tyger State Forest
- Vermaaklikheid
- Vleidam
- Witsand

### Fiumi
- Brak
- Brand
- Derde
- Duiwenhoks
- Gourits
- Krans
- Slang
- Vals
- Vet
- Wabooms
- Weyers

### Dighe
- Duiwenhoksrivierdam
- Korinte-Vetdam
- Miertjieskraal Dam
- Zandfontein Dam